# Roel in 't Veld
Roeland Jaap (Roel) in 't Veld (Den Haag, 20 juli 1942) is een Nederlands gepromoveerd jurist en bestuurskundige die een reeks topfuncties heeft vervuld en sinds 2013 UNESCO-hoogleraar Governance and sustainability aan de Universiteit van Tilburg is. Hij geldt als een van de grondleggers van de Nederlandse bestuurskunde. Voor de Partij van de Arbeid (PvdA) was hij zeer kort staatssecretaris op het ministerie van Onderwijs.

## Opleiding
In 't Veld groeide op in Den Haag waar hij van 1953 tot 1959 het gymnasium-b volgde. In het jaar 1959 behaalde hij de economiepropedeuse aan de Nederlandse Economische Hogeschool in Rotterdam. Tot 1964 studeerde hij rechten aan de Rijksuniversiteit Leiden, waar hij in 1975 promoveerde in de rechtsgeleerdheid op het proefschrift "Meerderheidsstelsel en welvaartstheorie".

## Overzicht functies
In 1964 begon In 't Veld zijn loopbaan als wetenschappelijk medewerker economie aan de Rijksuniversiteit Leiden. Vanaf 1969 was hij hier beleidsfunctionaris voor planning en budgettering en werd hier later hoofd van de dienst Planning Informatiesystemen en Allocatie (PISA). In 1976-77 was hij als gastonderzoeker verbonden aan het Netherlands Institute for Advanced Study in the Humanities and Social Sciences (NIAS) in Amsterdam. In 1977 volgde een aanstelling als hoogleraar politicologie, in het bijzonder bestuurskunde aan de Katholieke Universiteit Nijmegen.
Van 1982 tot en met 1988 was hij directeur-generaal op het ministerie van Onderwijs en Wetenschappen. In 1989 richtte hij samen met Uri Rosenthal de Nederlandse School voor Openbaar Bestuur (NSOB) op, en was daar tot 2004 decaan.
Terug in de universitaire wereld was hij van 1988 tot 1993 hoogleraar bestuurskunde aan de Erasmus Universiteit Rotterdam.
In 't Veld werd in 1993 als opvolger van Jacques Wallage, die op het ministerie van Sociale Zaken de afgetreden staatssecretaris Elske ter Veld verving, benoemd tot staatssecretaris van Onderwijs en Wetenschappen. PvdA-leider Wim Kok noemde zijn komst toen "een kwaliteitsimpuls". In 't Veld trad echter op last van zijn politieke baas, minister Jo Ritzen, al na tien dagen af wegens problemen rond een door hem als hoogleraar vervulde nevenfunctie, waarin hij kritiek had geuit op onderzoek van Ritzen, aan wiens beleid hij nu uitvoering zou moeten geven.
Van 1994 tot 2005 was hij bijzonder hoogleraar organisatiekunde aan de Universiteit van Amsterdam, en hierbij tot 2002 rector van het Sioo, interuniversitair centrum voor organisatie- en veranderkunde. Hiernaast was hij van 1995 tot 2004 hoogleraar management van het openbaar bestuur aan de Rijksuniversiteit Utrecht en van 2002 tot 2012 bijzonder hoogleraar hybride organisaties, Open Universiteit Nederland te Heerlen. Vanaf 2005 is hij verder hoogleraar governance aan de Universiteit van de Nederlandse Antillen, en van 2007 tot 2010 lector democratie aan de Hogeschool Inholland. Sinds november 2010 is hij hoogleraar aan de Universiteit van Tilburg met als leeropdracht "governance and sustainability", sedert 2013 als UNESCO-hoogleraar.
In 't Veld is onderscheiden als Ridder in de Orde van de Nederlandse Leeuw.

## Nevenwerkzaamheden
In 't Veld heeft talrijke nevenfuncties vervuld. Hij was bijvoorbeeld lid van de onderzoeksraad van het Europees Universitair Instituut te Florence. Als wetenschapper was hij veelvuldig betrokken bij advisering van de overheid en als topambtenaar en bestuurder was hij nauw betrokken bij de ontwikkeling en implementatie van een nieuw stelsel van hogeronderwijsbeleid en crisismanagement rond de openbaarvervoersbijdragen aan studenten en de studiefinanciering. In beide gevallen haalde hij de getalenteerde Pim Fortuyn binnen als topmanager.
Verdere wetenswaardigheden:
- Hij had een groot aandeel in de herziening van het stelsel van studiefinanciering en in de invoering van de ov-jaarkaart voor studenten
- Hij trad in 1988 op als crisismanager bij de informatiseringsbank in Groningen
- Kwam kort na zijn benoeming als staatssecretaris in opspraak,[4] omdat hij een betaalde bijbaan had vervuld, in uren dat hij als hoogleraar was aangesteld en trad in verband hiermee af. Bij sommige werkzaamheden voor dit bedrijf (Bestad) had hij het briefpapier van de Universiteit gebruikt.
- In 2010 won hij, samen met Uri Rosenthal de oeuvreprijs van de Vereniging voor Bestuurskunde.

## Publicaties
- 1975. Meerderheidsstelsel en welvaartstheorie. Proefschrift.
- 1978. Over grenzen van bestuur.
- 1980. Planning als maatschappelijke vormgeving.
- 1981. Adviezen voor planning.
- 1984. De vlucht naar Isfahan.
- 1989. De verguisde staat.
- 1990. Management van professionele organisaties.
- 1991. Enviromental Protection: Public or Private Choice. Met D.J. Kraan.
- 1991. Dimensions of Evaluation in Higher Education. Met anderen.
- 1991. Autopoiesis Configuration Theory and Societal Steering. Met Termeer, Schaap en Van Twist.
- 1992. Over effectieve structuren tussen overheid en bedrijfsleven. Met G.R. Teisman.
- 1993. Over kerndepartementen". Met M.J.W. van Kraan.
- 1994. Dynamische bestuurskunde. Met P. van der Knaap.
- 1995. Simulatie van wetgeving. Met anderen.
- 1995. Spelen met vuur. Oratie.
- 1996. Relations between State and Higher Education. Met anderen.
- 1997. Noorderlicht: over scheiding en samenballing.
- 1998. Procesmanagement. Met Hans de Bruijn en Ernst ten Heuvelhof.
- 1999. Sturingswaan en ontnuchtering.
- 2000. Willens en wetens.
- 2001. Handboek Beleidswetenschappen. Met T. Abma.
- 2001. Eerherstel voor Cassandra..
- 2002. Beladen Begrippen.
- 2002. Verzelfstandiging en marktwerking.
- 2002, Handboek Corporate Governance.
- 2005. Gekrulde Ruimte.
- 2007. IJsberenplaag op de Veluwe.
- 2007. De vloek van het succes, over ontwikkeling van democratie.
- 2007. Horizon Scan.
- 2010. Knowledge Democracy. Springer Verlag.
- 2010. Kennisdemocratie. SDU.
- 2010. Process Management, Met De Bruijn en Ten Heuvelhof. Springer.
- 2013. Randloos Duurzaam. Scenariostudie Haarlemmermeer, Met N. Gerdan en M. Frowijn, Hoofddorp.
- 2014, Transgovernance, Oratie Tilburg University
- 2015, De Goede Dingen.Essays over de kwaliteit van onderwijs.

## Trivia
- In het boek Souffleur van de macht (2004) van journalist en programmamaker Pieter Hilhorst is hij de centrale figuur, al valt zijn naam niet. De ik-figuur raakt bezeten van hem en noemt hem afwisselend Grijsbaard, Grise Terrible, en "Mijn Virtuele Leermeester". Het is een verzonnen verhaal over de spanning tussen wijsheid en macht; omdat In 't Veld zou hebben gekozen voor wijsheid, heeft hij bewust aangestuurd op zijn snelle einde als staatssecretaris. De politieke achtergrond komt overeen met de werkelijkheid.

- Biblioteca Nacional de España: XX4788452
- Gemeinsame Normdatei: 131383191
- International Standard Name Identifier: 0000 0001 2020 5597
- Library of Congress Control Number: n80070712
- NARCIS: PRS1237668
- Nationale Bibliotheek van Israël: 987007420504805171
- Nederlandse Thesaurus van Auteursnamen: 068207476
- Parlement.com: vg09llpm1esy
- LIBRIS: 334434
- Système universitaire de documentation: 075215527
- Virtual International Authority File: 8517844
- WorldCat: E39PBJhdcqWBJgc6vPgy8CMXVC